# 疏裂双盖蕨
疏裂双盖蕨（学名：Diplazium incomptum）也称疏裂短肠蕨，为蹄盖蕨科双盖蕨属下的一个种。